# 程步云
程步云（1945年11月—），男，山西河曲人，中华人民共和国政治人物。

## 生平
早年毕业于山西大学中文系。1983年，担任交城县人民政府县长。1992年，担任中共大同市委副书记、市长。1995年，担任山西省贸易厅厅长。2000年2月，改任中共阳泉市委书记。